# Sale el sol (chanson)
Singles de Shakira
Loca
(2010) Rabiosa
(2010)
Pistes de Sale el sol
Loca (Version anglaise)
Sale el sol est le deuxième single extrait de Sale el sol, septième album studio de la chanteuse colombienne Shakira.

## Format et liste des pistes
| 1. | Sale el sol         | Shakira, Luis Fernando Ochoa | Shakira, Luis Fernando Ochoa | 3:23 |
| 2. | Loca con Su Tiguere |                              |                              |      |

Téléchargement digital
| No | Titre       | Réalisateur artistique | Durée |
| -- | ----------- | ---------------------- | ----- |
| 1. | Sale el sol | Shakira, Ochoa         | 3:21  |

## Classements

### Classement par pays
| Classement (2010-2011)          | Meilleure position |
| ------------------------------- | ------------------ |
| Belgique (Wallonie Ultratip 50) | 15                 |
| Brésil (Billboard Hot 100)      | 23                 |
| Mexique (Airplay)               | 1                  |
| Espagne (PROMUSICAE)            | 8                  |
| Espagne Classement airplay      | 1                  |
| États-Unis (Hot Latin Songs)    | 10                 |
| États-Unis (Latin Pop Airplay)  | 2                  |

### Classement de fin d'année
| Classement (2011)          | Position |
| -------------------------- | -------- |
| Espagne Classement single  | 38       |
| États-UnisUS Latin Songs   | 54       |
| États-Unis Latin Pop Songs | 23       |

## Historique de sortie
| Pays  | Date           | Format                 | Label                    |
| ----- | -------------- | ---------------------- | ------------------------ |
| Monde | 4 janvier 2011 | Téléchargement digital | Sony Music Entertainment |